# Cristot
Cristot ist eine französische Gemeinde mit 214 Einwohnern (Stand: 1. Januar 2022) im Département Calvados in der Region Normandie. Sie gehört zum Arrondissement Bayeux und zum Kanton Thue et Mue.

## Geografie
Cristot liegt in der Bessin und ist 13 Kilometer von Bayeux und 16 Kilometer von Caen entfernt. Umgeben wird die Gemeinde von 
- Loucelles im Norden,
- Thue et Mue mit Brouay im Nordosten, Le Mesnil-Patry im Osten und Cheux im Südosten,
- Fontenay-le-Pesnel im Süden,
- Tilly-sur-Seulles im Südwesten,
- Bucéels im Westen,
- Audrieu in nordwestlicher Richtung.

## Bevölkerungsentwicklung
| Jahr                             | 1954 | 1962 | 1968 | 1975 | 1982 | 1990 | 1999 | 2008 |
| Einwohner                        | 129  | 162  | 146  | 142  | 133  | 152  | 160  | 214  |
| Quelle: Cassini, EHESS und INSEE |      |      |      |      |      |      |      |      |

## Sehenswürdigkeiten
- Kirche Saint-André
- Großes Landhaus
- Lavoir

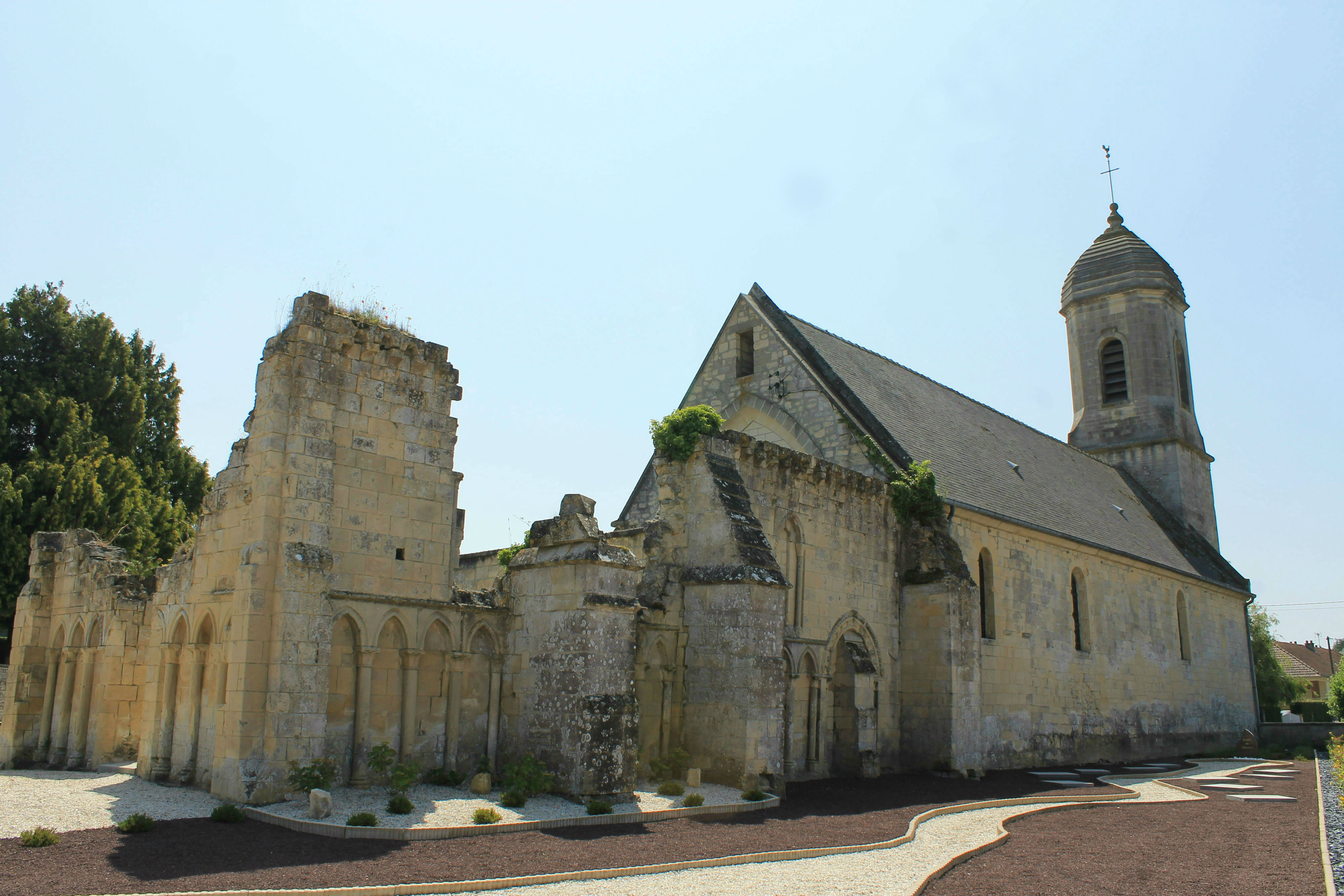
Kirche Saint-André

- Ehemalige, zum Teil noch ersichtliche Flugfelder der Royal Air Force aus dem Zweiten Weltkrieg